# Kosuke Saito
Kosuke Saito (født 16. juni 1997) er en japansk fodboldspiller, som spiller for den japanske fodboldklub Yokohama FC.